# Anant Kumar
Anant Kumar (ur. 28 września 1969 w Motihari/Bihar, Indie) – niemiecki pisarz indyjskiego pochodzenia. Żyje i tworzy w niemieckim mieście Kassel.

## Życie
Jest synem rodziny indyjskich nauczycieli z Bihar. Od 1991 do 1998 roku studiował Germanistykę na uniwersytecie Gesamthochschule Kassel (GhK, obecnie Universität Kassel). Studia zakończył pracą magisterską na temat eposu Manas autorstwa Alfreda Döblina.
W swojej twórczości Kumar często stara się powiązać doświadczenia obcego w niemieckim społeczeństwie z indyjską kulturą.
Pierwsze dzieło Fremde Frau, fremder Mann wyróżniało się przez ostry język lecz też mediacyjną wyrozumiałość. Z napisaniem Zeru – Eine siebentägige Geschichte Kumar ponownie wkracza na obszar eposu. Dzieło przedstawia w barwnej formie codzienność młodego afrykańskiego chłopca pośród dzikich starych mitów ciemnego kontynentu.
Anant Kumar jest członkiem stowarzyszenia Verband deutscher Schriftsteller (Stowarzyszenie Pisarzy Niemieckich) oraz  Literaturgesellschaft Hessen. Od kilku lat Kumar regularnie występuje z odczytami w szkołach oraz zakładach poprawczych. Autor prowadzi też regularnie warsztaty poetyckie na terenie Unii Europejskiej oraz USA.

## Publikacje

### Po niemiecku
- Fremde Frau – fremder Mann. Ein Inder dichtet in Kassel. Wiesenburg, Schweinfurt 1997, ISBN 3-932497-00-7
- Kasseler Texte. Gedichte, Kurzgeschichten, Beobachtungen, Glossen, Skizzen, Reflexionen. Wiesenburg, Schweinfurt 1998, ISBN 3-932497-12-0
- Die Inderin. Prosa. Wiesenburg, Schweinfurt 1999, ISBN 3-932497-32-5
- … und ein Stück für Dich. Ein Bilderbuch für Kinder und Erwachsene. Geest, Ahlhorn 2000, ISBN 3-934852-29-7
- Die galoppierende Kuhherde : Essays und andere Prosa. Wiesenburg, Schweinfurt 2001, ISBN 3-932497-58-9
- Die uferlosen Geschichten. Wiesenburg, Schweinfurt 2003, ISBN 3-937101-04-7
- Drei Kilo Hühner. Grotesken, Glossen, Satiren. Fünf-Finger-Ferlag, Leipzig 2005, ISBN 3-9808934-5-6
- Zeru. Eine siebentägige Geschichte. Wiesenburg, Schweinfurt 2005, ISBN 3-937101-78-0
- Indien I. Süß. IATROS, Mainz 2006 ISBN 3-937439-48-X
- Indien II. Sauer. IATROS, Mainz 2006, ISBN 3-937439-49-8
- Ein Inder in Deutschland. Wiesenburg, Schweinfurt 2008, ISBN 978-3-939518-91-4
- Der Mond und seine Langeweile. Ein Bilder- und Malbuch für die großen und kleinen Kinder und für das Kind im Erwachsenen. Epla, Ganderkesee 2009, ISBN 978-3-940554-29-1
- ARCHETYPUS. Epla, Ganderkesee 2011, ISBN 978-3-940554-61-1
- Indien – Eine Weltmacht! – mit inneren Schwächen. Der Neue Morgen, Rudolstadt 2012, ISBN 978-3-95480-021-6
- Ibiza: Gespräche, Gedichte und Betrachtungen. Projekte-Verlag, Halle (Saale) 2013, ISBN 978-3-95486-331-0
- FRIDO – Eine Deutsche Stimme. Der Neue Morgen, Rudolstadt 2013, ISBN 978-3-95480-035-3

### Po angielsku
- Stories Without Borders Wiesenburg, Schweinfurt 2010, ISBN 3-942063-41-7

## Wyróżnienia
- 2002: Finalista nagrody Würth-Literatur-Preis, (Tübinger Poetik-Dozentur)
- 2003: Nagroda Poeticus-Kurzgeschichten-Preis, Spittal an der Drau
- 2003: Stypendium w ramach konkursu Inselschreiber, Sylt-Quelle, Rantum
- 2004: Finalista, May-Ayim-Award (Lyrik), Berlin
- 2006: Rudolf-Descher-Feder, wyróżnienie stowarzyszenia autorów IGdA
- 2010: Finalista konkursu 14. Kurzgeschichten-Menü-Wettbewerb, h+s veranstaltungen GmbH
- 2011: Stypendium dla "FRIDO – EINE DEUTSCHE STIMME (Erzählungen), Hessisches Ministerium für Wissenschaft und Kunst, Wiesbaden
- 2012: Finalista Geertje Potash-Suhr Prize for prose in German, SCALG, Colorado
- 2013: Docentura gościnna „Adjunct Visiting Lecturer II“, Sommerschule Taos, The University of New Mexico in consortium with California State University Long Beach, lipiec 2013